# Благодатное (Белогорский район)
Благода́тное (до 1945 года Ени́-Сара́й; укр. Благодатне, крымскотат. Yañı Saray, Янъы Сарай) — исчезнувшее село в Белогорском районе Республики Крым, на территории Зеленогорского сельсовета. Располагалось практически в центре района, в предгорье Внутренней гряды Крымских гор, в долине реки Сарысу, левого притока Биюк-Карасу, примерно в 1,5 км восточнее современного села Яковлевка.

## История
Первое документальное упоминание села встречается в Камеральном Описании Крыма… 1784 года, судя по которому, в последний период Крымского ханства Ени Сарай входил в Аргынский кадылык Карасубазарского каймаканства. После присоединения Крыма к России (8) 19 апреля 1783 года, (8) 19 февраля 1784 года, именным указом Екатерины II сенату, на территории бывшего Крымского Ханства была образована Таврическая область и деревня была приписана к Симферопольскому уезду. После Павловских реформ, с 1796 по 1802 год, входила в Акмечетский уезд Новороссийской губернии. По новому административному делению, после создания 8 (20) октября 1802 года Таврической губернии, Яни-Сарай был включён в состав Аргинской волости Симферопольского уезда.
По Ведомости о всех селениях в Симферопольском уезде состоящих с показанием в которой волости сколько числом дворов и душ… от 9 октября 1805 года в деревне Яни-сарай числилось 13 дворов и 61 житель, исключительно крымские татары. На военно-топографической карте генерал-майора Мухина 1817 года обозначен Эскисарай с 10 дворами. После реформы волостного деления 1829 года Эли Сарай, согласно «Ведомости о казённых волостях Таврической губернии 1829 года», остался в составе преобразованной Аргинской волости. На карте 1836 года в деревне 20 дворов, как и на карте 1842 года.
В 1860-х годах, после земской реформы Александра II, деревню приписали к Зуйской волости. В «Списке населённых мест Таврической губернии по сведениям 1864 года», составленном по результатам VIII ревизии 1864 года, Енисарай — владельческая татарская деревня с 10 дворами, 69 жителями и мечетью при фонтане (на трёхверстовой карте Шуберта 1865—1876 года в деревне Эни-Сарай 9 дворов). В «Памятной книге Таврической губернии 1889 года» по результатам Х ревизии 1887 года записан Ени-Сарай с 22 дворами и 123 жителями.
После земской реформы 1890-х годов деревня осталась в составе преобразованной Зуйской волости. Согласно «…Памятной книжке Таврической губернии на 1892 год», в деревне Яни Сарай, входившей в Аргинское сельское общество, было 68 жителей в 6 домохозяйствах, все безземельные. На подробной карте 1893 года в деревне обозначено 29 дворов с татарским населением По «…Памятной книжке Таврической губернии на 1902 год» в деревне Яни-Сарай, входившей в Аргинское сельское общество, числился 71 житель в 13 домохозяйствах. По Статистическому справочнику Таврической губернии. Ч.II-я. Статистический очерк, выпуск шестой Симферопольский уезд, 1915 год, в деревне Яни-Сарай (на земле Балакиной) Зуйской волости Симферопольского уезда числилось 16 дворов с татарским населением в количестве 58 человек приписных жителей, из которых 32 мужчин и 26 женщин. В хозяйствах имелось 58 лошадей, 5 коров и 150 голов мелкого скота.
После установления в Крыму Советской власти, по постановлению Крымревкома от 8 января 1921 года была упразднена волостная система и село вошло в состав вновь созданного Карасубазарского района Симферопольского уезда, а в 1922 году уезды получили название округов. 11 октября 1923 года, согласно постановлению ВЦИК, в административное деление Крымской АССР были внесены изменения, в результате которых округа ликвидировались, Карасубазарский район стал самостоятельной административной единицей и село включили в его состав. Согласно Списку населённых пунктов Крымской АССР по Всесоюзной переписи 17 декабря 1926 года, в селе Ени-Сарай, в составе упразднённого к 1940 году Тобен-Элинского сельсовета Карасубазарского района, числилось 37 дворов, из них 36 крестьянских, население составляло 168 человек, из них 165 татар и 3 русских, действовала татарская школа.
В 1944 году, после освобождения Крыма от фашистов, согласно Постановлению ГКО № 5859 от 11 мая 1944 года, 18 мая крымские татары из Ени-Сарая были депортированы в Среднюю Азию. А уже 12 августа 1944 года было принято постановление № ГОКО-6372с «О переселении колхозников в районы Крыма», по которому в район из Курской и Тамбовской областей РСФСР в район переселялись 8100 семей колхозников. Указом Президиума Верховного Совета РСФСР, от 18 мая 1948 года, Ени-Сарай был переименован в Благодатное. Время включения в состав Зеленогорского сельсовета пока не установлено: на 15 июня 1960 года село уже числилось в его составе. Упразднено в период с 1968 по 1977 годы.

### Динамика численности населения
| - 1805 год — 61 чел. - 1864 год — 69 чел. - 1889 год — 123 чел. - 1892 год — 68 чел. | - 1902 год — 71 чел. - 1915 год — 58 чел. - 1926 год — 168 чел. |